# Iwase (district)
Iwase (岩瀬郡, Iwase-gun) is een district van de prefectuur Fukushima in Japan.
Op 1 april 2009 had het district een geschatte bevolking van 19.040 inwoners en een bevolkingsdichtheid van 74,1 inwoners per km². De totale oppervlakte bedraagt 256,81 km².

## Dorpen en gemeenten
- Kagamiishi
- Tenei

## Geschiedenis
- Op 1 april 2005 werden de gemeenten Naganuma  en Iwase aangehecht bij de stad Sukagawa.

Steden:
Aizuwakamatsu · Date · Fukushima (hoofdstad) · Iwaki · Kitakata · Koriyama · Minamisoma · Motomiya · Nihonmatsu · Shirakawa · Soma · Sukagawa · Tamura

Districten:
Adachi · Date · Futaba · Higashishirakawa · Ishikawa · Iwase · Kawanuma · Minamiaizu · Nishishirakawa · Onuma · Soma · Tamura · Yama
Gemeenten per district